# Sérgio Soares
Sérgio Soares da Silva (São Paulo, 11 de janeiro de 1967) é um treinador e ex-futebolista brasileiro que atuava como meio-campista. Atualmente está à frente do Clube Atlético Juventus.

## Carreira como jogador
Atuou no final da década de 1980 pelo Juventus-SP, e posteriormente teve passagens por diversos times.
Em 1992, foi levado ao Al-Hilal da Arábia Saudita pelo treinador Candinho.
Em 1996, conquistou o Campeonato Paulista atuando pelo fantástico time do Palmeiras que marcou mais de 100 gols no estadual. Na ocasião, Soares era reserva de Flávio Conceição. Ainda em 1996, foi emprestado ao Kyoto Sanga, do Japão, e retornou ao Palmeiras em janeiro do ano seguinte.
Em 1999, atuou pela Inter de Limeira.

## Carreira como treinador

### Início no Santo André
Depois de pendurar as chuteiras no inicio de 2004, pelo Santo André, seguiu o caminho na comissão técnica do clube, e logo em seus primeiros messes de experiência, conseguiu fazer parte da maior conquista do clube do grande ABC até hoje.
Após isso foi efetivado no comando da equipe, já que o então técnico da equipe na época foi para o maior adversário do Santo André, o São Caetano. Sérgio Soares ficou no clube durante um ano e meio, tendo conseguido um 4º lugar no Campeonato Paulista, uma eliminação na fase de grupos na Copa Libertadores da América, e uma eliminação na segunda fase do Campeonato Brasileiro Série B no ano de 2005.

### Juventus, Grêmio Barueri e retorno ao Santo André
Em 2006, após breve passagem pelo Juventus, foi contratado pelo crescente Grêmio Barueri, onde ficou até o primeiro semestre de 2007. Até que no mesmo ano teve a sua segunda passagem pelo Santo André, essa no entanto decepcionante, acabando que quase no rebaixamento da equipe para a terceira divisão nacional.

### Retorno ao Juventus e terceira passagem pelo Santo André
Acertou com o Juventus no primeiro semestre de 2008, assumindo a equipe no lugar do Márcio Bittencourt, que havia ido para o Noroeste. Soares deixou o clube paulista em fevereiro, após uma derrota para o Coruripe, válida pela Copa do Brasil. Logo em seguida recebeu outra oportunidade no Santo André, agora em sua terceira passagem no clube. O treinador fez um bom trabalho e entrou para a galeria de ídolos do clube, sendo um dos principais responsáveis pelo acesso da equipe à elite do futebol brasileiro.

### Ponte Preta, São Caetano, Paraná e quarta passagem pelo Santo André
No começo de 2009, assinou com a Ponte Preta, clube aonde ficou cerca de três meses.
Depois foi para o São Caetano mas não se adaptou com o clube, até pelo fato de ter uma história em seu principal rival.
Após sua rápida saída do clube do grande ABC, Soares acertou com o Paraná, onde conseguiu ter um bom aproveitamento.
E então no dia 7 de setembro, tem sua volta ao Santo André confirmada, assim sendo sua quarta passagem. Em 2010, comandou o time vice campeão paulista, mas não conseguiu repetir o mesmo sucesso no Campeonato Brasileiro da Série B e pediu demissão após derrota para a Portuguesa no dia 21 de setembro, encerrando assim sua quarta passagem pelo Santo André.

### Atlético Paranaense
Em outubro de 2010, assinou com o Atlético Paranaense. O treinador fez um grande trabalho e conseguiu manter o time na briga com o Grêmio até a ultima rodada, terminando em 5º lugar no Campeonato Brasileiro. Já no Campeonato Paranaense de 2011, comandou a equipe em apenas seis jogos e pediu demissão no dia 3 de fevereiro.

### Retorno ao Grêmio Barueri
Foi anunciado como novo técnico do Grêmio Barueri, ex-Grêmio Prudente, no dia 11 de maio de 2011. Sérgio Soares chegou com a missão de recolocar o clube na elite do Brasileiro e do Paulista.
No dia 1 de agosto de 2011, fazendo um trabalho de reestruturação no elenco do Grêmio Barueri, o time teve oscilações dentro da Série B do Brasileiro, desta forma a diretoria não teve a paciência devida e demitiu o treinador que semana atrás havia recebido uma proposta do Goiás, sendo que Sérgio Soares decidiu cumprir seu contrato e continuar no clube.
Posteriormente assumiu o comando do Cerezo Osaka, do Japão.

### Avaí
Após a demissão do então técnico do Avaí Argel Fucks no dia 3 de dezembro de 2012, o clube precisava o quanto antes anunciar o seu novo treinador para a próxima temporada. Foi então que, dias depois mais precisamente no dia 6 de dezembro de 2012, foi anunciado a contratação de Sérgio Soares. Em 10 partidas no comando do Avaí, todas pelo Campeonato Catarinense, Sérgio obteve 3 vitórias, 3 empates e 4 derrotas, sendo a última derrota para o Atlético de Ibirama, que chegou a estar vencendo de 3 x 1 e sofreu a virada por 4 x 3, o que levou posteriormente a um acordo com a diretoria do clube para deixar o comando da equipe.

### Ceará
Após a demissão do técnico Sérgio Guedes, Sérgio Soares assumiu o Ceará.
Sérgio assumiu o Ceará na 17ª rodada do Campeonato Brasileiro Série B de 2013. Estreando com vitória de 2 a 0 sobre o Guaratinguetá e terminando o campeonato na 7ª colocação com 59 pontos ganhos, apenas uma ponto de diferença do 4º colocado Figueirense. O primeiro título de Sérgio pela equipe foi a Copa dos Campeões Cearenses de 2014, quando venceu o Barbalha por 2 a 0. 
Já pela Copa do Nordeste levou sua equipe até a final da competição, mas ficou com o vice-campeonato ao perder fora por 2 a 0 e empatar em casa por 1 a 1 com o Sport, deixando o título nas mãos da equipe pernambucana.
No Campeonato Cearense, obteve uma bela campanha com sete vitórias, seis empates e uma derrota. Consagrando-se campeão cearense ao empatar com o Fortaleza nos jogos finais por dois placares iguais de 0–0. Dando o título de tetracampeão ao Vozão.
Após uma derrota para o Icasa pelo Campeonato Brasileiro da Série B, pediu demissão do cargo de treinador do Ceará.

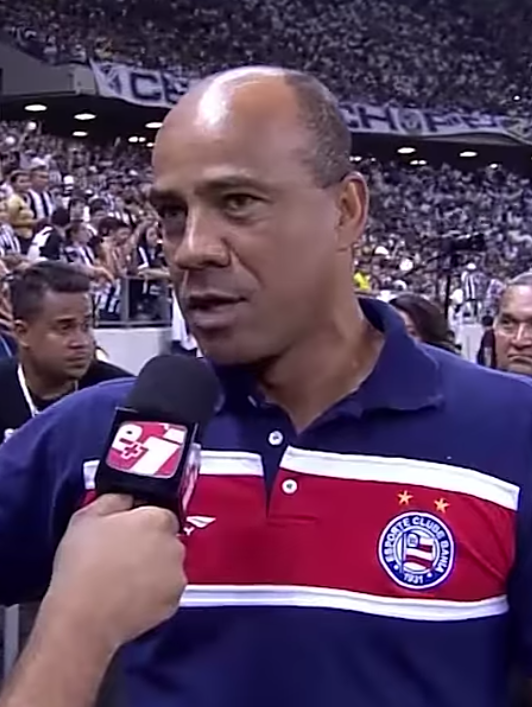
Soares no comando do Bahia em 2015

### Bahia
No dia 22 de dezembro de 2014, Sérgio Soares acertou com o Bahia para a temporada 2015. Conduziu a equipe ao título do Campeonato Baiano e permaneceu no cargo até o dia 7 de outubro, quando foi demitido após uma série de cinco partidas sem vitória na Série B.

### São Bernardo
Em 26 de fevereiro de 2016, Sérgio Soares foi confirmado como novo treinador do São Bernardo, para a continuação da temporada, Sérgio comanda a equipe paulista pela primeira vez.
Em poucas rodadas, o Tigre começou uma arrancada no campeonato e garantiu a vice-liderança do grupo, classificando a equipe pela primeira vez ao Campeonato Brasileiro da Série D.
Chegou às quartas-de-final caindo para o Palmeiras em jogo único e terminou o campeonato em 6º lugar. A boa campanha chamou a atenção do Ceará que o contratou logo após o fim do Paulistão.

### Retorno ao Ceará
Sérgio Soares acertou o retorno para o Ceará, porém, só assumiu oficialmente no dia 19 de abril de 2016, assim, como prometido, que ele iria treinar o São Bernardo até o jogo diante o Palmeiras, realizado dia 18 de abril, onde o Palmeiras venceu por 2 a 0.
Após novamente não ter conseguido o acesso para a Série A, Sérgio Soares foi comunicado que não teria o contrato renovado.

### Quinta passagem pelo Santo André
No dia 27 de fevereiro de 2017, Sérgio Soares foi contratado pelo Santo André, para se reabilitar no campeonato Paulista. O treinador cumpriu a meta do clube em 2017, tendo livrado a equipe do rebaixamento no estadual e disputado com o Ituano o Troféu de Campeão do Interior.

### Goiás
Acertou com o Goiás para treinar até o final de 2017. Em 27 de maio, acabou sendo demitido após dezenove dias de trabalho e apenas quatro jogos com dois empates e duas derrotas, com um aproveitamento de 16,6%. 

### Sexta passagem pelo Santo André
Em outubro de 2017, a diretoria do Santo André anunciou que Sérgio Soares será o técnico da equipe no Paulistão do próximo ano. Essa será a quinta passagem do treinador pelo Ramalhão. Sérgio Soares possui um grande histórico vitorioso a frente do clube paulista, tendo participado da comissão técnica da equipe nos anos de 2004/2005, ano em que a equipe do ABC Paulista se tornou Campeã da Copa do Brasil.

### Londrina
No fim do mês de junho, Sérgio esteve no comando durante sete jogos da Série B do Brasileiro 2018, com aproveitamento de 28,5% (uma vitória, três derrotas e três empates).

### Segunda passagem pelo São Bernardo
Sérgio Soares foi confirmado como novo treinador do São Bernardo, para que ele possa tirar o Bernô da lanterna. Sendo a última cartada da direção do São Bernardo e isso aconteceu, Sérgio pegou um barco já todo furado e conseguiu tirar o time da zona de descenso faltando 2 rodadas para o fim da Série A2 de 2019 e livrou o time da queda para a Série A3, sendo mais uma vez o "salvador da pátria" na história do Tigre.

### ABC
Foi anunciado em 15 de maio de 2019 como novo treinador do ABC.

### Ferroviária
Em 17 de janeiro de 2020, foi anunciado como novo treinador da Ferroviária de Araraquara, após a demissão de Marcelo Vilar.

### Terceira passagem pelo Juventus
Em janeiro de 2021, assumiu o comando do Juventus. Foi demitido em 4 de maio, após duas derrotas seguidas e queda de rendimento na série A2 do Campeonato Paulista.

### Portuguesa
No dia 11 de novembro de 2021, foi contratado pela Portuguesa, visando o retorno à elite do campeonato paulista. No dia 9 de abril de 2022, após empate com a equipe do Rio Claro na segunda partida pelo placar de 1 a 1, na semifinal do Campeonato Paulista de Futebol - Série A2, conquistou junto à Portuguesa o retorno à elite do campeonato estadual, após ótima campanha durante todo o campeonato. Em seguida foi campeão com a Lusa da Série A2 após derrotar o São Bento. Em 04 de outubro de 2022 foi demitido da Portuguesa após ser eliminado para o Marília na semifinal da Copa Paulista.

### Altos
Em 16 de maio de 2023 foi contratado pelo Altos para comandar o clube na Série C.

### Floresta
Em 27 de junho de 2023, foi contratado pelo Floresta para comandar o clube na sequência da Série C. Deixou o clube em comum acordo no dia 9 de agosto, saindo com a equipe na zona de rebaixamento.

## Estatísticas como treinador
| Ponte Preta         | 13  | 5  | 4  | 4  | 38.46% |
| São Caetano         | 10  | 2  | 2  | 6  | 20%    |
| Paraná Clube        | 13  | 7  | 2  | 4  | 53.85% |
| Santo André         | 76  | 33 | 21 | 22 | 43.42% |
| Atlético Paranaense | 17  | 8  | 3  | 6  | 47.06% |
| Grêmio Barueri      | 14  | 5  | 2  | 7  | 35.71% |
| Cerezo Osaka        | 23  | 7  | 5  | 11 | 22.58% |
| Avaí                | 10  | 3  | 3  | 4  | 30%    |
| Ceará               | 131 | 62 | 39 | 30 | 47.33% |
| Bahia               | 62  | 29 | 20 | 13 | 46.77% |
| São Bernardo        | 15  | 6  | 4  | 5  | 40%    |
| Goiás               | 4   | 0  | 2  | 2  | 0%     |
| Londrina            | 7   | 1  | 3  | 3  | 14.29% |
| ABC                 | 4   | 0  | 0  | 4  | 0%     |
| Ferroviária         | 9   | 3  | 3  | 3  | 33.33% |
| Portuguesa          | 35  | 17 | 14 | 4  | 48.57% |
| Altos               | 7   | 2  | 3  | 2  | 28.57% |
| Floresta            | 0   | 0  | 0  | 0  | 0%     |

## Títulos

### Como jogador
Juventus
- Torneio Início Paulista: 1986
- Campeonato Paulista Júnior: 1985
- Copa São Paulo de Futebol Júnior: 1985

Al-Hilal
- Liga dos Campeões Árabes: 1994 e 1995

Palmeiras
- Campeonato Paulista: 1996[5][36]

Santo André
- Copa do Brasil: 2004
- Copa Paulista: 2003

### Como treinador
Grêmio Barueri
- Campeonato Paulista - Série A2: 2006

Santo André
- Campeonato Paulista - Série A2: 2008

Ceará
- Campeonato Cearense: 2014
- Copa dos Campeões Cearenses: 2014

Bahia
- Campeonato Baiano: 2015

Portuguesa
- Campeonato Paulista - Série A2: 2022[37]